# Hans Petersson
Ne doit pas être confondu avec Hans Pettersson.
Cet article possède un paronyme, voir Hans Petersen.
Hans Petersson (né le 24 septembre 1902 à Zbąszyń et mort le 9 novembre 1984 à Münster) est un mathématicien allemand. Il est connu pour avoir développé l'espace préhilbertien de Petersson (en) ainsi que la conjecture de Ramanujan–Petersson et la métrique de Weil–Petersson (en). Il a également été membre du Parti national-socialiste des travailleurs allemands.